# Єфименко Василь Васильович
Василь Васильович Єфименко (нар. 5 листопада 1963, Мелітополь, Запорізька область) — український політик, Мелітопольський міський голова у 2002–2006 роках. Приватний підприємець, засновник товариства «Хайфа» (м. Мелітополь).

## Життєпис
1981 року Василь Єфименко закінчив середню школу № 5 міста Мелітополя. У 1982 році закінчив Мелітопольське технічне училище № 4 і став працювати слюсарем на Мелітопольському заводі ім. 30-річчя ВЛКСМ. З 1983 по 1985 рік проходив строкову службу армії. Після служби навчався в Сімферопольському сільськогосподарському інституті, і в 1988 році отримав диплом за спеціальністю «плодоовочівництво і виноградарство». З 1989 по 1993 рік працював молодшим науковим співробітником в Мелітопольському інституті зрошуваного садівництва.
1996 року Єфименко був експедитором ТОВ «Дюна». З 1996 по 2002 рік він був директором ТОВ «Хайфа». Очолюване ним підприємство справляло меценатську підтримку мелітопольського дитячо-юнацького спорту та здійснювало адресну соціальну допомогу малозабезпеченим категоріям населення.
У 1998–2002 роках Василь Єфименко був депутатом Мелітопольської міської ради. У липні 2002 року він був обраний міським головою Мелітополя. На цих виборах Василя Єфименка підтримував народний депутат Олег Олексенко, який помер невдовзі після виборів.
На посаді міського голови Василь Єфименко був не дуже популярний: він звинувачувався в корупції, в порушенні своїх передвиборчих обіцянок, кілька разів різні політичні партії безрезультатно намагалися ініціювати референдум про його дострокову відставку. На виборах міського голови Мелітополя 26 березня 2006 Єфименко став п'ятим, набравши тільки 3,36 % голосів.
Після 2006 року Василь Єфименко продовжив займатися підприємницькою і благодійною діяльністю. Зокрема, в 2013 році він організував збір коштів на розпис храму Святої Великомучениці Катерини в Мелітополі.
З 18 серпня 2015 року Василь Васильович буде офіційно служити в роті охорони при Мелітопольському-Веселівському об'єднаному військкоматі.

### Особисте життя
Одружений, має сина та доньку.

## Нагороди та відзнаки
Указом Президента України № 336/2016 від 19 серпня 2016 року нагороджений ювілейною медаллю «25 років незалежності України».